# 르완다 국가 올림픽 체육 위원회
르완다 국가 올림픽 체육 위원회(프랑스어: Comité National Olympique et Sportif du Rwanda)는 르완다를 대표하는 국가 올림픽 위원회이다. IOC 코드는 RWA이다. 본부는 키갈리에 있으며 아프리카 국가 올림픽 위원회 연합에 소속되어 있다.
1984년에 설립되었으며 같은 해에 국제 올림픽 위원회의 승인을 받았다. 올림픽, 올아프리카 게임, 코먼웰스 게임을 비롯한 국제 스포츠 대회에 참가하는 르완다의 선수들을 대표한다.